# Null gewinnt
Null gewinnt war eine deutsche Fernsehsendung in Form einer Quiz- und Rateshow. Sie lief bis zum 1. März 2013 freitags von 18:50 Uhr bis 19:50 Uhr in der ARD.
Moderator war Dieter Nuhr, Schiedsrichter mit Tendenz zum Co-Moderator war Ralph Caspers, der zusätzlich zu seiner Funktion auch Sachinformationen zu den Fragen beisteuerte.

## Spielkonzept
In der Show traten drei Kandidatenpaare an. Ihnen wurden Fragen gestellt, auf die es mehrere Antwortmöglichkeiten gibt. Ziel der Kandidaten war es, auf die Fragen möglichst ausgefallene Antworten zu finden. Für die Antworten gab es Punkte, die sich danach richteten, wie viel Prozent der vorher befragten Leute ebenfalls diese Antworten gegeben hatten. Es gewann das Paar, das am wenigsten Punkte angesammelt und möglichst Antworten gegeben hatte, die zwar korrekt sind, aber zuvor von möglichst wenigen Testkandidaten gegeben worden waren.

## Britisches Vorbild und internationale Ableger
Null gewinnt war eine Produktion von Herr P in Zusammenarbeit mit Endemol Deutschland im Auftrag der ARD-Werbung für Das Erste. Ausführender Produzent war Sven Steffensmeier, die Redaktion hatte Burkhard Bergermann (NDR). Start der Show war am 20. Juli 2012. In den ersten vier Sendemonaten erreichte die Sendung nur geringe Einschaltquoten von durchschnittlich knapp über einer Million Zuschauern und Marktanteile im Bereich um 5 Prozent aller Fernsehzuschauer. Später stiegen die Quoten aber auf bis zu 6 Prozent Marktanteil an. Trotzdem wurde die Sendung zum 1. März 2013 eingestellt.
Im Schweizer Fernsehen SRF 1 lief von August 2012 bis September 2014 mit Weniger ist mehr eine ähnliche Show, die von Patrick Hässig moderiert wurde. Wie auch Null gewinnt basierte sie auf dem britischen Format Pointless, welches bei der BBC seit Jahren erfolgreich läuft. Weniger ist mehr lief dort auf dem Sendeplatz, auf dem zuvor 5gegen5 lief, also ein gegensätzliches Format, in dem es um die meistgenannten Antworten ging, während bei Null gewinnt und Weniger ist mehr die am seltensten genannten Antworten gesucht wurde.
| Land                   | Titel                      | Übersetzung                       | Moderator(en)                           | Sender                                | Sendedauer                         |
| ---------------------- | -------------------------- | --------------------------------- | --------------------------------------- | ------------------------------------- | ---------------------------------- |
| Deutschland            | Null gewinnt               | Null gewinnt                      | Dieter Nuhr Ralph Caspers               | Das Erste                             | 20. Juli 2012 – 1. März 2013       |
| Frankreich             | Personne n'y avait pensé ! | Da hat noch niemand dran gedacht! | Cyril Féraud                            | France 3                              | 16. Juli 2011 – 22. Januar 2021    |
| Italien                | Zero e lode!               | Null und Auszeichnung!            | Alessandro Greco Francesco Lancia       | Rai 1                                 | 11. September 2017 – 1. Juni 2018  |
| Kroatien               | Tog se nitko nije sjetio   | Da hat noch niemand dran gedacht  | Antonija Blaće Krešimir Sucevic-Međeral | RTL                                   | 29. April 2013 – 7. Juni 2013      |
| Mazedonien             | Без Поени! Bez Poeni!      | Keine Punkte!                     | Snezana Velkov                          | Sitel                                 | 1. November 2014 – 7. März 2015    |
| Niederlande            | Pointless                  | Ohne Punkte (auch: sinnlos)       | Lucille Werner Owen Schumacher          | NPO 1                                 | 27. Juli 2015 – 28. August 2015    |
| Polen                  | Tylko Ty                   | Nur du                            | Tomasz Kammel Radosław Kotarski         | TVP2                                  | 27. Februar 2014 – 30. Mai 2014    |
| Serbien                | Toga se niko nije setio    | Da hat noch niemand dran gedacht  | Tamara Grujic Dragan Ilic               | Prva                                  | 5. April 2014 – heute              |
| Schweiz                | Weniger ist mehr           | Weniger ist mehr                  | Patrick Hässig                          | SRF1                                  | 20. August 2012 – September 2014   |
| Tschechien             | Míň je víc!                | Weniger ist mehr!                 | Jan Smetana                             | ČT1                                   | 5. Januar 2015 – 17. Dezember 2015 |
| Vereinigtes Königreich | Pointless                  | Ohne Punkte (auch: sinnlos)       | Alexander Armstrong Richard Osman       | BBC Two (2009–11) BBC One (seit 2011) | 24. August 2009 – heute            |